# 第開特縣 (喬治亞州)
第開特郡（英語：Decatur County）是美國喬治亞州西南角的一個郡，南鄰佛羅里達州。面積1,614平方公里。根據美國2000年人口普查，共有人口28,240人。郡治班布里奇（Bainbridge）。
成立於1823年12月8日。本郡紀念1812年戰爭英雄史提芬·第開特（Stephen Decatur）。

## 地理

### 主要公路
- 美國國道 27（U.S. Route 27）
- 美國國道 84（U.S. Route 84）
- 喬治亞州 1 號州道（State Route 1 (Georgia)|State Route 1）
- 喬治亞州 38 號州道（State Route 38 (Georgia)|State Route 38）
- 喬治亞州 97 號州道（State Route 97 (Georgia)|State Route 97）
- 喬治亞州 241 號州道（State Route 241 (Georgia)|State Route 241）
- 喬治亞州 262 號州道（State Route 262 (Georgia)|State Route 262）
- 喬治亞州 309 號州道（State Route 309 (Georgia)|State Route 309）
- 喬治亞州 310 號州道（State Route 310 (Georgia)|State Route 310）
- 喬治亞州 311 號州道（State Route 311 (Georgia)|State Route 311）

### 鄰近的郡
- 米勒郡　　（Miller County，北方）
- 米切爾郡　（Mitchell County，東北方）
- 貝克郡　　（Baker County，東北方）
- 格雷迪郡 　(喬治亞州)|加拉迪縣（Grady County，東方）
- 加茲登郡 　(佛羅里達州)（Gadsden County，南方）
- 塞米諾爾郡 (喬治亞州)（Seminole County，西方）